# 불치저현

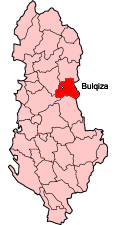
불치저 현의 위치

불치저현(알바니아어: Rrethi i Bulqizës)은 알바니아를 구성하는 36개 현 가운데 하나로, 현청 소재지는 불치저이며 면적은 718km2, 인구는 43,000명(2004년 기준)이다. 행정 구역상으로는 디버르 주에 속한다.